# العردف
سهم العردف هو أحد أسهم مديرية الشعيب الستة وكل سهم يضم مجموعة من القرى حسب تقسيم مشيخة الشعيب القبلي .
يقع سهم العردف في الجزءالغربي من مديرية الشعيب يحده من الغرب والشمال منطقة مريس مديرية قعطبه وجبل المكسر والكومل ومن الجنوب مديرية الحصين محافظة الضالع ومن الشرق عاصمة مديرية الشعيب العوابل وقرية بخال وقرية جباب وهي قرى تقع في سهم السيل مديرية الشعيب
سهم العردف مديرية الشعيب يضم ثمان قرى هي :- المضو والقهره والصلئة واقذيذ والمشارع واشمان والرحبة وحداله
يتمتع سهم العردف بمناخ بارد شتاء تصل فيه درجة الحرارة الصغرى إلى 12مئوية وصيف معتدل يتميز بسقوط الأمطار كما ان أقصى درجة للحرارة تصل إلى 28 درجة مئوية ،
يتمتع ويشتغل معظم سكان سهم العردف بالزراعة كما يوجد نسبة من سكان سهم العردف بالغربة خارج الوطن خاصة في الولايات المتحدة الأمريكية وبريطانيا ودول الخليج وجزاء يسير يشتغل بالجانب الحكومي 